# Sommet mondial sur la sécurité nucléaire de 2012

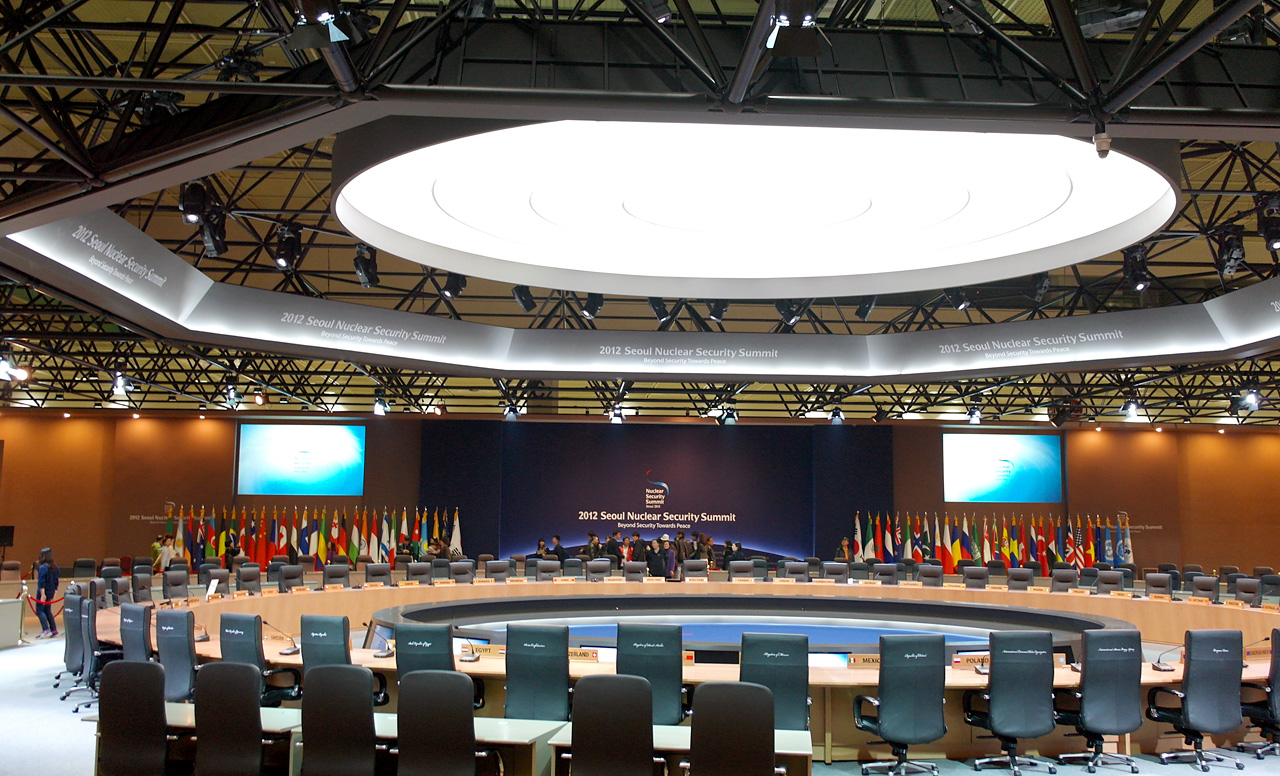
Photographie de Young-Jae Kim lors du sommet

Le Sommet mondial sur la sécurité nucléaire de 2012 est un sommet qui a été tenu au COEX Convention & Exhibition Center à Séoul en Corée du Sud les 26 et 27 mai 2012. C'était le deuxième sommet sur la sécurité nucléaire qui a eu lieu depuis l'année 2010.
Ce sommet traite des mesures coopératives qui protègent les matières ainsi que les installations nucléaires des organisations terroristes sur le plan international. Cinquante-huit dirigeants mondiaux de 53 états et quatre organisations internationales y compris l'Organisation des Nations unies, l'Agence internationale de l'énergie atomique, l'Union européenne et Interpol y ont participé.
Les sujets principaux étaient :
- les mesures coopératives pour lutter contre la menace du terrorisme nucléaire ;
- la protection des matières nucléaires et des installations connexes ;
- la prévention du trafic illicite des matières nucléaires.

Lors du sommet, les dirigeants ont examiné les menaces de terrorisme nucléaire et les mesures de préparation afin d'établir la sécurité nucléaire. Ils se sont aussi penchés sur la mise en œuvre des accords et des engagements volontaires. Ensuite les dirigeants se sont concentrés sur les questions importantes de sécurité nucléaire, notamment celles qui ont été mentionnées lors du Sommet de Washington telles que la minimisation et la gestion de l'uranium hautement enrichi (l'UHE), la ratification des conventions de sécurité nucléaire, l'amélioration des mesures de sécurité pour le transport des matières nucléaires ainsi que l'amélioration des mesures pour protéger les renseignements sur la sécurité nationale, le rôle de l'AIEA, la prévention du trafic illicite des matières nucléaires, la culture de la sécurité nucléaire ainsi que la coopération et l'aide internationale.  
À la suite de l'accident à la centrale de Fukushima en mars de 2011, la Corée a ajouté les questions de la sécurité radiologique et la relation entre la sécurité et la sûreté nucléaire à l'ordre du jour. Au Sommet de Washington, les dirigeants se sont concentrés sur le terrorisme nucléaire par l'entremise de dispositifs explosifs nucléaires puisqu'on soupçonnait que c'était la plus grande menace à la sécurité internationale. Durant le Sommet de Séoul de 2012, les dirigeants ont discuté de la protection contre les bombes sales et les tentatives de sabotage des installations nucléaires.
Certains états se sont opposés aux nouvelles questions à l'ordre du jour sous prétexte que ça réduirait l'objet du sommet.